# Sun Shao
Sun Shao (chinesisch 孫紹, Pinyin Sūn Shào, * 200, † im 3. Jahrhundert) war ein Marquis der Wu-Dynastie unter Sun Quan zur Zeit der Drei Reiche im alten China.
Sun Shao war Sun Ces einziger leiblicher Sohn. Er wurde nach dem Tod seines Vaters geboren und schon im frühen Kindesalter von Sun Ces Bruder Sun Quan zum Marquis ernannt. Er diente loyal und sorgte für eine prosperierende Wirtschaft in seiner Kommandantur, starb aber früh und hinterließ nur einen Sohn: Sun Feng.